# Denise Eisenberg Rich

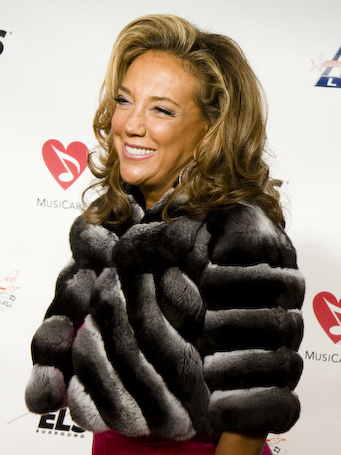
Denise Eisenberg Rich

Denise Eisenberg Rich (* 26. Januar 1944 in Worcester (Massachusetts), USA) ist eine österreichische Liedtexterin, Philanthropin, Spendenbeschafferin und Dame der Gesellschaft in New York City.

## Leben
Denise Eisenberg wurde als Tochter eines wohlhabenden Schuhfabrikanten in der Mitte von Massachusetts geboren, wo sie auch aufwuchs. Nach dessen Tod erbte sie das Vermögen ihres Vaters. Dieser hatte Denises Ehe mit Marc Rich arrangiert und geholfen, die Karriere des Bräutigams als Rohstoffhändler zu finanzieren. Das Paar blieb von 1966 bis zur Scheidung im Jahre 1996 zusammen und hatte drei Töchter.
Im November 2011 gab Rich ihre US-amerikanische Staatsbürgerschaft auf und nahm die österreichische Staatsbürgerschaft der Vorfahren ihres jüdischen Vaters an.

## Philanthropin
Richs Tochter Gabrielle Rich Aouad starb 1996 an Leukämie, nachdem sie zuvor einen Lymphdrüsentumor überlebt hatte. Daraufhin gründete Rich zusammen mit dem Ehemann der Verstorbenen, Philip Aouad, eine Stiftung für Krebsforschung in New York City. Die ursprünglich G & P Foundation for Cancer Research benannte Stiftung trägt heute den Namen Gabrielle’s Angel Foundation for Cancer Research und gibt an, 85 Prozent der Spendeneinnahmen für Forschung und lediglich 7,2 % für Werbung von Einnahmen und 7,8 % für Verwaltung aufzuwenden.

## Liedtexterin
Rich schrieb seit den 1980er Jahren Texte für bekannte Sängerinnen wie Natalie Cole, Céline Dion, Chaka Khan, Diana Ross und andere. In jüngerer Zeit waren es Texte für Mary J. Blige und Mandy Moore.

## Spendenaffäre
Im Wahlkampf von William Clinton für dessen zweite Präsidentschaft im Jahre 1996 spendete Rich mehr als eine Million US-$ für die Demokratische Partei und den Aufbau des William J. Clinton Presidential Center & Park in Little Rock Arkansas. Am letzten Tag seiner Präsidentschaft begnadigte Clinton den früheren Ehemann Richs, dem Steuervergehen vorgeworfen wurden. Rich verweigerte vor dem Untersuchungsausschuss des Kongresses eine Aussage, um sich nicht selbst zu schaden.
2013 erschien Rich auf der Liste von US-Bürgern, die Vermögen im Ausland besitzen und die von dem in Washington, D.C. ansässigen Center for Public Integrity veröffentlicht wird. Es wurde für 2006 eine Anlage in einem Trust von 144 Millionen US-$ auf den Cook Islands im Pazifik einschließlich einer 52 Meter langen Jacht und einem Learjet 60 registriert.

## Gesellschaftsdame
Rich ist in der New Yorker Gesellschaft durch ihre Feste bekannt, die sie in ihrem Dreifach-Penthouse gab, bei welchen zum Beispiel zur Weihnachtszeit auf den unter Wasser gesetzten Terrassen Eisläufer ihre Runden zogen. Daneben mietet sie im Winter den größten Saal der Stadt im Marriott Hotel für tausende von Gästen, um Spenden zu sammeln.
Ihr Penthouse hat sie 2012 für 54 Millionen US-$ an ihren Nachbarn ein Geschoss tiefer, den Medienunternehmer David Geffen verkauft.